# 埃爾德區

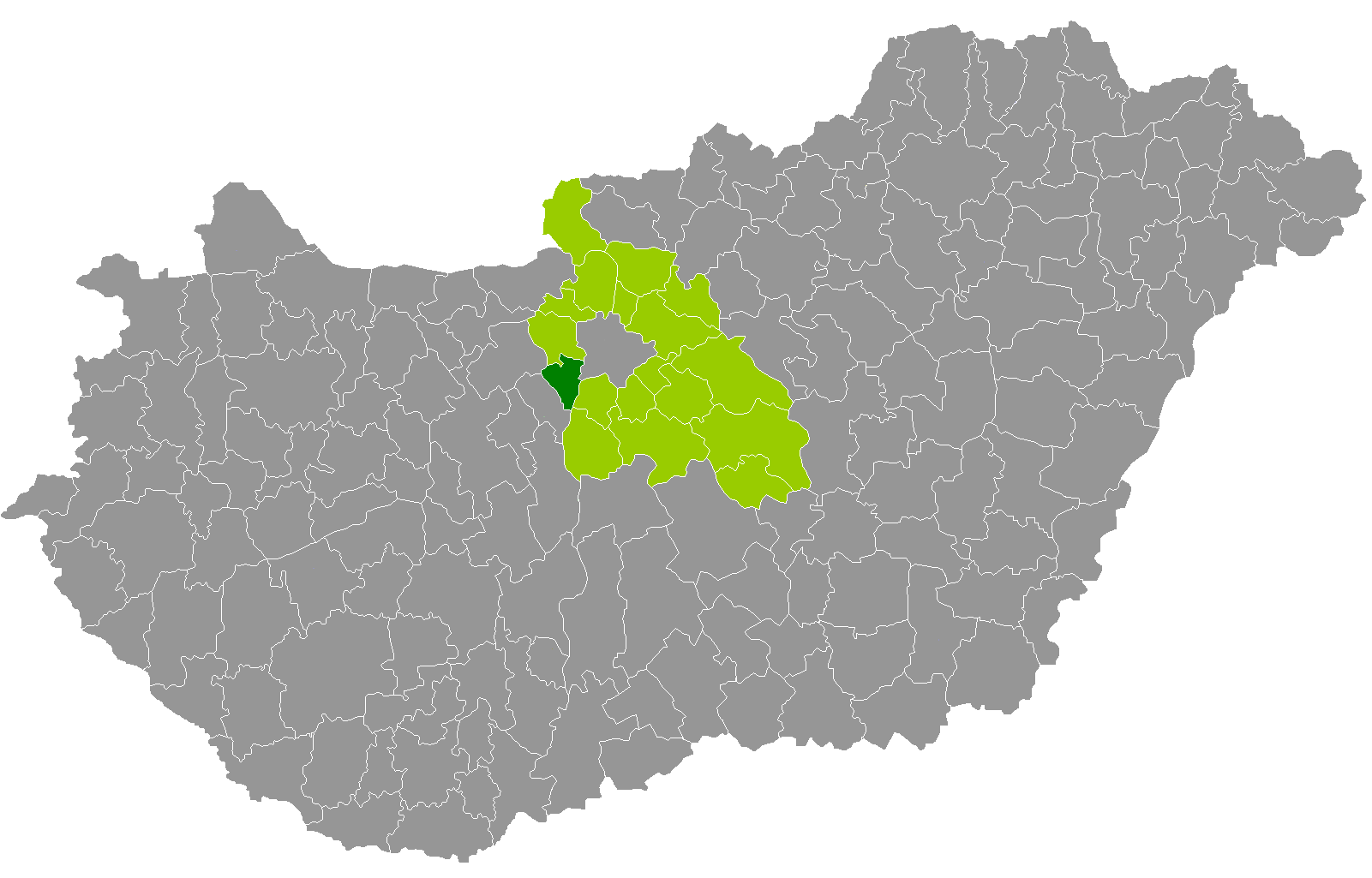

埃爾德區（匈牙利語：Érdi járás），是匈牙利佩斯州的一個區，位於該國北部，区府設於埃爾德，面積184平方公里，2011年人口116,510，人口密度每平方公里632人。

## 市镇
埃爾德區包含一个州级市、3个城镇、一个大村和两个村庄。